# View-source
View-source é a visão de um esquema de URI utilizado em HTML para criar links que exibem o código-fonte de uma página web.
O view-source é usado principalmente em páginas que bloqueiam o botão direito do mouse (opção esta para exibir o código fonte).

## Browser
O view-source pode ser visto nos seguintes navegadores:
- Mozilla Firefox
- Netscape
- Internet Explorer 4, 5 e 6.
- Safari 3.2.1.
- Google Chrome
- Epiphany
- Opera

## Como Usar
Em seu navegador, digite na barra de endereços: view-source:linkcomhttp
Nota: o view-source não é suportado no Internet Explorer versões 7 e 8, após o Windows XP SP2.